# 安娜·福蒂加
安娜·埃尔日别塔·福蒂加（波蘭語：Anna Elżbieta Fotyga，發音：[ˈanna fɔˈtɨɡa] ⓘ；1957年1月12日—），波蘭經濟學家，政治家，歐洲議會議員，她是波蘭第一位女外交部長。
福蒂加畢業於格但斯克大學與丹麥公共管理學院。她還在美國康奈爾大學、紐約勞工部、歐洲復興開發及發展銀行擔任研究生。